# James Whitmore
James Allen Whitmore Jr. (1 de octubre de 1921-6 de febrero de 2009), más conocido como James Whitmore, fue un actor teatral, cinematográfico y de televisión estadounidense.

## Inicios
Su nombre completo era James Allen Whitmore, Jr., y nació en White Plains (Nueva York), hijo de Florence Belle  Crane y James Allen Whitmore Sr. Whitmore estudió en la Amherst High School de Snyder, Nueva York, antes de graduarse en la Choate Rosemary Hall de Wallingford, Connecticut. Posteriormente, estudió en la Universidad de Yale, donde fue miembro de la sociedad Skull & Bones. Finalizados sus estudios fue nombrado Segundo Teniente y destinado al Cuerpo de Marines de los Estados Unidos en la zona del Canal de Panamá durante la Segunda Guerra Mundial.

## Carrera
Tras finalizar la Segunda Guerra Mundial, Whitmore actuó en Broadway en el papel del sargento en la obra Command Decision. MGM contrató a Whitmore, pero su papel en la adaptación cinematográfica corrió a cargo de Van Johnson. La primera película de importancia de Whitmore fue Battleground, en un papel que había rechazado Spencer Tracy, y por el cual fue nominado al Óscar al mejor actor de reparto. Otros de sus títulos destacados fueron The Asphalt Jungle, The Next Voice You Hear..., Above and Beyond, Kiss Me, Kate, Them!, Oklahoma, Black Like Me, Guns of the Magnificent Seven, El planeta de los simios (1968) Tora! Tora! Tora!, y Give 'em Hell, Harry!, película por la cual fue nominado al Óscar al mejor actor por su actuación como el presidente Harry S. Truman. En Tora! Tora! Tora! interpretaba el papel del almirante William F. Halsey.
En la temporada televisiva de 1960-1961 Whitmore protagonizó su propia serie criminal para la ABC titulada The Law and Mr. Jones, junto a Conlan Carter y Janet De Gore en papeles de reparto. El show se canceló tras un año de emisión, pero volvió en abril de 1962 con trece nuevos episodios a fin de ocupar el hueco producido por la cancelación de la sitcom de ABC Margie.
Otras producciones televisivas en las que intervino fueron las siguientes: el episodio "On Thursday We Leave for Home" de la serie The Twilight Zone (1963), interpretando al Capitán William Benteen; el episodio "La sotana" en la tercera temporada de la serie de la ABC Combat!; el episodio "Quantity: Unknown" (1967) de la serie Los invasores; actuación en la producción de la ABC Custer (1967), protagonizada por Wayne Maunder; actuación como el profesor Woodruff en My Friend Tony (1969), producción de la NBC; diferentes intervenciones en la serie wéstern de la ABC The Big Valley, con Barbara Stanwyck; actuación como el Dr. Vincent Campanelli en la sitcom médica de la ABC Temperatures Rising; papel como el general Oliver Howard en el telefilme de 1975 I Will Fight No More Forever; intervención dando voz en 1986 a Mark Twain en el filme de stop motion The Adventures of Mark Twain. 
El último papel destacado de Whitmore fue el del bibliotecario Brooks Hatlen en el filme de 1994 nominado al Óscar, dirigido por Frank Darabont e interpretado por Tim Robbins y Morgan Freeman The Shawshank Redemption. Dos años más tarde también participó en la película de horror y ciencia ficción The Relic, y en 2002 tuvo un papel de reparto en The Majestic, film con Jim Carrey. 
Whitmore hizo también abundante trabajo teatral, y ganó un Tony por su interpretación en la obra Command Decision (1948). Más adelante se ganó el título de "King of the One Man Show" tras sus actuaciones en solitario en Will Rogers' USA (1970) (repitiendo el papel para TV en 1972), Give 'em Hell, Harry! (1975) (repitiendo el papel en el cine, y ganándose una nominación al Óscar) y Bully (1977).
En 1999, fue Raymond Oz en dos episodios de The Practice, ganando un Emmy al mejor actor invitado en una serie dramática. En 2002 Whitmore consiguió el papel del padrino en la película de Disney Channel A Ring of Endless Light. Finalmente, en abril de 2007 trabajó en un episodio de la serie CSI: Crime Scene Investigation.

## Vida personal
Whitmore se casó en dos ocasiones con Nancy Mygatt, la primera de ellas en 1947. El matrimonio tuvo tres hijos antes de divorciarse en 1971. Uno de los hijos, James III, acabó como actor y director televisivo, con el nombre artístico de James Whitmore, Jr. Otro hijo, Steve Whitmore, fue portavoz del Departamento del Sheriff del Condado de Los Ángeles, y el más joven, Daniel, fue guardabosques del Servicio Forestal de los Estados Unidos y bombero antes de montar su propia compañía de construcción.
Tras el divorcio de Mygatt, Whitmore se casó con la actriz Audra Lindley (fallecida en 1997), permaneciendo unidos desde 1972 a 1979. Posteriormente, volvió a casarse con Mygatt, aunque se divorciaron de nuevo pasados dos años. Finalmente, en 2001 se casó con la actriz y autora Noreen Nash, abuela del actor Sebastian Siegel. 
Aunque no siempre políticamente activo, en 2007 Whitmore respaldó públicamente a Barack Obama como candidato a la presidencia de los Estados Unidos. En enero de 2008 Whitmore actuó en unos comerciales televisivos apoyando la campaña First Freedom First, la cual apoya conservar "la separación de la iglesia y el estado", así como la protección de la libertad religiosa.
A Whitmore le diagnosticaron un cáncer de pulmón en noviembre de 2008, a consecuencia del cual falleció en Malibú, California, el 6 de febrero de 2009. Tenía 87 años de edad. Sus cenizas se esparcieron en el océano Pacífico. Whitmore recibió una estrella en el paseo de la fama de Hollywood, en el 6611 de Hollywood Boulevard, por su contribución a la televisión.

## Filmografía parcial
- The Undercover Man (1949)
- Battleground (1949)
- Please Believe Me (1950)
- The Asphalt Jungle (1950)
- The Next Voice You Hear... (1950)
- Mrs. O'Malley and Mr. Malone (1950)
- The Red Badge of Courage (1951) (Narrador, sin créditos)
- Across the Wide Missouri (1951) (sin créditos)
- Angels in the Outfield (1951) (voz sin créditos)
- Because You're Mine (1952)
- El gran secreto (Above and Beyond) (1952)
- The Girl Who Had Everything (1953)
- Kiss Me Kate (1953)
- Todos los hermanos eran valientes (1953)
- Them! (1954)
- Battle Cry (1955)
- The McConnell Story (1955)
- Oklahoma (1955)
- Crime in the Streets (1956)
- The Eddy Duchin Story (Melodía inmortal) (1956)
- ¿Quién era esa chica? (1960)
- Black Like Me (1964)
- Chuka (1967)
- Waterhole No. 3 (1967)
- El planeta de los simios (1968)
- Madigan (1968)
- The Split (1968)
- Guns of the Magnificent Seven (1969)
- The Challenge (1970) (TV)
- Tora! Tora! Tora! (1970)
- Chato's Land (1972)
- La polizia incrimina la legge assolve (también titulada High Crime) (1973)
- The Harrad Experiment (1973)
- Where the Red Fern Grows (1974) (TV)
- I Will Fight No More Forever (1975) (TV)
- Give'em Hell, Harry! (1975)
- El huevo de la serpiente (1977)
- Rage! (1980)
- El primer pecado mortal (1980)
- The Adventures of Mark Twain (1985) (voz)
- All My Sons (1987) (TV)
- Nuts (1987)
- The Shawshank Redemption (1994)
- The Relic (1997)
- Swing Vote (1999)
- The Majestic (2001)
- A Ring of Endless Light (2002)

## Premios y distinciones
Premios Óscar
| Año  | Categoría              | Trabajo nominado     | Resultado |
| ---- | ---------------------- | -------------------- | --------- |
| 1950 | Mejor actor de reparto | Fuego en la nieve    | Nominado  |
| 1976 | Mejor actor            | Give'em Hell, Harry! | Nominado  |